# José Rodríguez Fuster
José Rodríguez Fuster nació en agosto de 1946 en Villa Clara (Cuba). Su trabajo artístico se encaminó sobre todo al desarrollo de las artes aplicadas, aunque también desarrolló la pintura, el grabado, cerámica y el diseño gráfico. En los años sesenta estudió en la Escuela Nacional de Instructores de Arte (E.N.I.A). Se desempeñó como asesor de varios institutos de investigaciones artísticas, profesor y curador. Es también miembro de la Asociación de Artesanos y Artistas de Cuba (ACAA).

## Exposiciones personales
Fuster ha concebido varias exposiciones personales, a continuación solo mencionaremos algunas de ellas. En 1967 presentó Acuarelas y dibujos. Alegría de vivir (exposición itinerante por las galerías de La Habana). Años después mostró Dibujos y cerámicas en 1976, Opera Theater Hall, Bucharest, Rumania. Otra de sus muestras relevantes se realizó en 1994 con el nombre Acuarelas y Cerámicas de Fúster en Galería Espacio Abierto, Revista Revolución y Cultura, Ciudad de La Habana, Cuba. En 1998 se presentó Pinturas de aceite de Fúster. Lyon, Francia. Esta es solo una muestra simbólica de todo el trabajo expositivo que ha desarrollado este artista tan prolífico.

## Exposiciones colectivas

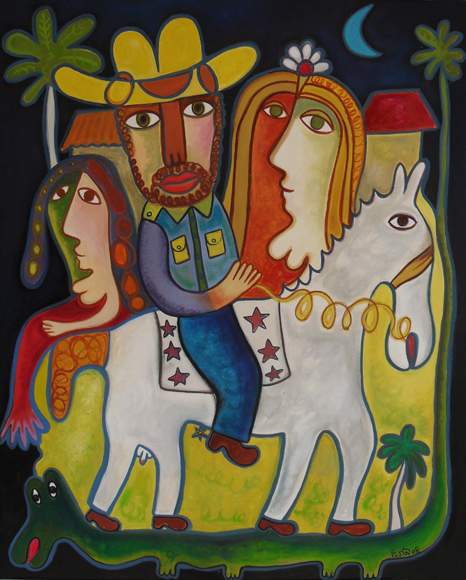
A Caballo, óleo sobre lienzo, de José Rodríguez Fuster.

De la misma manera el artista ha sido parte de varias muestras colectivas. En 1966 conformó la muestra Arte Popular, compuesta por alumnos de la ENIA (Escuela Nacional de Instructores de Arte). Centro de Arte Internacional, La Habana, Cuba. In 1975 was celebrated Cerámicas Cubanas, Museo de Artes Decorativas, La Habana, Cuba. Fuster también fue incluido en una megaexposición Gráfica, Fotografía, Libros y artesanías de Cuba. Nueva Delhi, India. En 1997 estuvo presente también en la Feria Internacional de Artesanía. FIART’97. PABEXPO, La Habana, Cuba. Próximamente en diciembre de 2007 se presenta en la misma Feria de Artesanía con un stand independiente resumen de su obra y la presentación de un libro.

## Premios
También ha recibido varios premios y reconocimientos. En 1974 obtuvo el Premio en Cerámica del IV Salón Nacional Juvenil de Artes Plásticas, Museo Nacional de Bellas Artes, La Habana, Cuba. En varias ocasiones ha resultado premiado en los salones Amelia Peláez de Cerámica y en otros salones de Artes Plásticas.

## Colecciones
Sus piezas pueden ser encontradas en varias instituciones como el Center for Cuban Studies, Nueva York, E.U.A, el Museo de la Cerámica, Castillo de la Real Fuerza de La Habana, Cuba y en el Museo Nacional de Bellas Artes, Cuba.